# ذا كينغ أوف فايترز
ذا كينغ أوف فايترز (The King of Fighters أو KOF اختصارا) هي سلسلة ألعاب ثنائية الأبعاد من إنتاج العملاق الياباني شين نيهون كوكاكي، تم إنتاج أول لعبة من السلسلة عام 1994 وجمعت لعبتين فاتل فوري وآرت أوف فايتنغ في لعبة واحدة وتعد هذه السلسلة اروع ما أنتجت الشركة نظرا للإقبال التي اقبل عليها اللاعبون لتكون أفضل لعبة انتجتها الشركة واعتمدت على شخصيات هذه الألعاب وشخصيات أخرى تم ابتكارها أضحت فيما بعد الأشهر من بين المشاركين في دوربات السلسلة. ومن بين شخصياتها كيو كوساناغي وإيوري ياغامي وغيرهم.
تم تطوير هذه السلسلة في الأصل لأجهزة Neo Geo MVS arcade. كانت بمثابة المنصة الرئيسية للسلسلة حتى عام 2004 عندما سحبتها إن إس كاي لصالح لوحة أتومسويف. تم إصدار أحدث إصدار في السلسلة، ذا كينغ أوف فايتر 14 ، لأجهزة بلايستشين 4 ومايكروسوفت ويندوز في عام 2016. تنطلق اللعبة التالية، King of Fighters XV ، في عام 2020.
تركز قصة الألعاب على لقب البطولة حيث يشارك المقاتلون من ألعاب إن إس كاي المتعددة. كما أنشأت إن إس كاي شخصيات أصلية لتكون بمثابة أبطال يتفاعلون مع أعضاء لفاتل فوري وآرت أوف فايتنغ.تم تصوير اللعبة في الأصل على أنها لعبة جانبية، بعنوان Survivor حتى قامت إن إس كاي بتغييرها إلى لعبة قتال أخذت عنوانها الفرعي من أول لعبة Fatal Fury: Fatal Fury: King of Fighters. قررت الشركة أن تأخذ المزيد من الوقت لتطوير ألعابها بعد عام 2010. كان الاستقبال النقدي لألعاب الفيديو إيجابيًا بشكل عام لاستخدامهم فرق للقتال، وتحقيق التوازن بين اللعب. انقسم النقاد حول المعارك الرئيسية الصعبة.

## التقييمات
استقبلت ألعاب ذا كينغ أوف فايترز الأصلية تقييم بشكل جيد لاستخدامها معارك الفريق وعدد من الشخصيات. غالبًا ما كانت بعض الألعاب مدرجة كأفضل ألعاب قتال منذ إصدارها. أعلن المراجعون الأربعة في Electronic Gaming Monthly أن إصدار Neo Geo AES كان بمثابة تحسين قوي مقارنة بالاصلية، ولا سيما الإشادة بإضافة ميزة تحرير الفريق التي ظلت في جميع الألعاب التالية. لاحظ النقاد أنهم غالبًا ما خدموا كمنافسين في سلسلة ستريت فايتر (سلسلة) استنادًا إلى بعض التصاميم والتحركات للشخصية.بينما شعربعض اللاعبين أن KOF '96 كانت غير متوازنة بسبب استخدامه لحركات القذائف، إلا أن رسوماته المحدثة أثارت إعجاب المراجعين. تم انتقاد استخدام إن إس كاي المستمر للعفاريت ثنائية الأبعاد عبر ألعاب متعددة من قِبل المراجعين الذين عثروا عليها مؤرخة على الرغم من محاولات تحسين الرسومات بإصدار XI. نتيجةً لذلك، قوبلت عملية إصلاح الرسوم في السلسلتين التاليتين بثناء كبير.
على الرغم من أن نظام القتال قد استقبل بشكل جيد، إلا أن النقاد لديهم مشاعر مختلطة فيما يتعلق بنظام الهجوم الذي تم تقديمه في KOF '99.وفي مقالة غايم سبوت الخاص بـ KOF '99: تم وصف اللعبة بأنها واحدة من أفضل ألعاب القتال على الدريم كاست، إلى جانب Garou: Mark of the Wolves. ومع ذلك، نظرًا لإصدارها أثناء إطلاق بلايستشن 2 ونهاية الدريم كاست، فإن اللعبة لم تباع جيدًا. وصفت شخصية روغال بيرنشتاين، من بين آخرين، بأنها واحدة من أكثر الشخصيات تحديا في الهزيمة في الألعاب القتالية؛ هذا الشعور يؤدي أيضًا إلى بعض الانتقادات.
لاحظ مطورو KOF أن كيو وإيوري كانتا تتمتعان بشعبية كبيرة في كوريا مما أدى إلى إدراجهما على الفور في لعبة ذا كينغ أوف فايترز 2001 ، وهي أول لعبة لم تطورها الشركة الأصلية. اعتُبر كيو واحد من أكثر شخصيات ألعاب الفيديو شعبية في هونغ كونغ من منتصف التسعينيات فصاعدًا إلى جانب إيوري وماي، من بين آخرين، إلى حد تلقي بظلالها على شخصيات ستريت فايتر الذين كانوا معروفين إلى حد كبير. كان للشركة المكسيكية إيفوجا لها تأثير كبير على اللعبة بسبب شعبية الامتياز في أمريكا اللاتينية وغالباً ما تم اختبارها في الألعاب. في KOF XIV ، لاحظت SNK أن شعبية السلسلة ما زالت مهيمنة في أمريكا الجنوبية والصين، مما أدى إلى إنشاء فرق مؤلفة من شخصيات من تلك المناطق.
لاحظت صحيفة ديلي ستار أن شعبية الألعاب لا تأتي فقط من اللعب بل من الشخصيات التي تميل إلى التطور عبر السلسلة - على سبيل المثال التنافس بين كيو وإيوري. كما تميزت اللعبة عن مثيلاتها في التعمق في القصص الشخصية للشخصيات. شعرت Kakuchopurei.com أن السلسلة قدمت مجموعة متوازنة من شأنها أن تساعد أي وافد جديد مع الاتفاق مع ديلي ستار على كيفية تعامل SNK مع خطوط القصة. كانت هناك أيضًا رقابة على بعض موانئ ألعاب أمريكا الشمالية، وعلى الأخص سلاح وويبس.سجلت المغني Del the Funky Homosapien أغنية بعنوان "King of Fighters" التي تشمل كلماتها الشخصيات والتحركات الخاصة. قال أليكس لوكارد من Diehard GameFan إن مشجعي SNK في أمريكا الشمالية كرهوا آش واشتكوا من إدراجه في The King of Fighters XII بدون قصة بينما تم إهمال شخصيات السلسلة الشعبية. بعد استطلاعات الرأي استجواب المشجعين لاختيار غطاء اللعبة لإصدارات King of Fighters XII. أعلنت الشركة أن شعبية آش انخفضت في عدد الأغطية المحتملة إلى مقارنة بـ كيو وإيوري.
علق بن هيرمان، رئيس SNK Playmore USA ، على الرغم من أنه تلقى شكاوى بشأن الأصوات الإنجليزية للعبة، إلا أن Maximum Impact باعت أكثر من 100,000 وحدة اعتبارًا من مايو 2006، وأصبح نجاحًا تجاريًا.على الرغم من المشكلات الأولية المتعلقة بالوضع عبر الإنترنت والميزات الأخرى للعبة، قال ياسويوكي أودا إن ذا كينغ أوف فايتر 14 كانت استجابة المشجعين إيجابية لها خاصة بعد إصلاح مشاكل اللعبة وإمكانية إنتاج XV ممكنة، لكن الشركة تريد أيضًا التركيز على الامتيازات الأخرى.

## أُنظر أيضاً
- آش كريمسون
- كيو كوساناغي
- إيوري ياغامي